# Asociación Internacional de Economía Feminista
La Asociación Internacional de Economía Feminista (en inglés: International Association for Feminist Economics, sigla IAFFE) es una asociación internacional sin ánimo de lucro dedicada a concienciar e investigar sobre la llamada economía feminista. Tiene unos ochocientos miembros en más de 90 países. La asociación publica una revista trimestral titulada Feminist Economics.

## Historia
En 1990 Diana Strassmann organizó un panel internacional al que llamó ¿Puede el feminismo encontrar un hogar en la economía? en el que participaron profesores y académicos como la ganadora de un premio Nobel Claudia Goldin. Strassmann dio pie a Goldin para sugerir el nombre de la nueva asociación. Jean Shackelford y April Aerni invitaron a los presentes a unirse a una red de economistas que persiguieran encauzar sus estudios por la nueva economía feminista. En 1992, esta red se convirtió en la Asociación Internacional de Economía Feminista (IAFFE) y Shackleford se convirtió en su primera presidenta.
Para 2003, la IAFFE tenía más de quinientos miembros en más de treinta países. El presidente de la asociación de 2003 a 2004 fue Lourdes Beneria. En 2012, Shahra Razavi rindió homenaje a Benería, alabando su trabajo al frente de la IAFFE y por haber sabido unir en sus estudios de manera sistemática la crítica feminista del orden económico y una crítica más amplia del capitalismo patriarcal.
IAFFE recibió una subvención de 1 1.5 millones en 2010 de la Agencia Sueca Internacional de Cooperación al Desarrollo (SIDA), para continuar su trabajo, incluida la publicación de números especiales de Economía Feminista. Desde entonces, la asociación ha pasado a contar con ochocientos miembros en más de noventa países.
A partir de 2022, la organización entró en una fase más dinámica. Paradójicamente, la Conferencia de 2020, que debía celebrarse en Quito, se pospuso un año debido a la pandemia de Covid-19, y luego tuvo que realizarse completamente en línea en el año 2021. La organización online atrajo una gran participación y sentó las bases para una nueva y rica serie de eventos en línea, que incluyen presentaciones sobre temas clave de la Economía Feminista, como sesiones sobre Macroeconomía Feminista con Diane Elson y Jayati Ghosh, o en el Economía Púrpura con Ipek Ilkkaracan. En 2023, la IAFFE lanzó nuevas actividades sobre la enseñanza de la Economía Feminista y la identificación de barreras a la Economía Feminista.
Entre los nuevos patrocinadores de la Asociación figuran el grupo Co-Impact y la Fundación William y Flora Hewlett. Además, las Conferencias anuales de la IAFFE reciben apoyo regular de la Friedrich-Ebert-Stiftung y otros.

## Conferencias
Una de las principales actividades de la IAFFE es su Conferencia anual. La más reciente tuvo lugar en Ciudad del Cabo, Sudáfrica, en julio de 2023. 
IAFFE también participa en el Asociaciones Aliadas de Ciencias Sociales (ASSA), que también celebra una conferencia cada año.
La 32 edición de su Conferencia anual se celebró en 2024 en Sapienza (Roma), bajo el tema Caught Between the Digital Revolution and a Crisis of Democracy: Feminist Economics Responses and Imaginations for the Future. 
La 33 edición, que se celebrará en 2025 en la Universidad de Massachusetts, Amherst, todavía no ha fijado el tema.

## Subvenciones
| Año  | Organismo / organización adjudicador             | Importe                                             | Propósito de la subvención                                                                                          |
| ---- | ------------------------------------------------ | --------------------------------------------------- | --- |
| 2010 | Agencia Sueca de Desarrollo Internacional (SIDA) | US 1 1.500.000                                      | Trabajo de la IAFFE y números especiales de Economía Feminista.                                                     |
| 2011 | Fundación Ford                                   | 2 250,000 US                                        | En apoyo a un proyecto sobre "Tierra, Género y Seguridad Alimentaria".                                              |
| 2014 | Routledge y Taylor & Francis                     | US 1,500 US                                         | El Premio Rhonda Williams (ver arriba).                                                                             |
| 2022 | Co-Impact Gender Fund                            | aproximadamente 1 millón de dólares estadounidenses | Construyendo una Economía Feminista Transformadora y un Liderazgo Feminista para Dar Forma al Futuro de la Economía |

## Premio Rhonda Williams
La IAFFE ofrece un premio en memoria del ex editor asociado de Economía Feminista (1994-1998), Rhonda Williams. En 2014, la cantidad otorgada fue de $1,500 que se entregarán en su conferencia de verano para permitir que grupos subrepresentados en la IAFFE asistan a la conferencia y presenten un artículo. Los ganadores de los premios deben demostrar un compromiso con uno o más de los siguientes temas: desigualdades; interrelaciones (racismo, sexismo, homofobia y clasismo); y conexiones entre erudición y activismo. La financiación es proporcionada por ambos Routledge y, Taylor y Francisco. La IAFFE también ofrece otros premios por trabajos publicados o por servicios a la Economía Feminista.

## Presidencia
Lista de presidentes y presidentas de la IAFFE.
| - 1993–1995 Jean Shackelford - 1995–1997 Marianne Ferber - 1997–1999 Myra Strober - 1999–2000 Barbara Bergmann - 2000–2001 Rhonda Sharp - 2001–2002 Jane Humphries - 2002–2003 Nancy Folbre - 2003–2004 Lourdes Benería - 2004–2005 Bina Agarwal | - 2005–2006 Robin L. Bartlett - 2006–2007 Edith Kuiper - 2007–2008 Martha MacDonald - 2008–2009 Cecilia Conrad - 2009–2009 Susan Himmelweit - 2009–2010 Eudine Barriteau - 2010–2011 Stephanie Seguino - 2011–2012 Rosalba Todaro - 2012–2013 Agneta Stark | - 2013–2014 Yana van der Meulen Rodgers - 2014–2015 Alicia Girón González - 2015–2016 Şemsa Özar - 2016–2017 Joyce Jacobsen - 2018–2019 Naila Kabeer - 2019–2020 Cheryl Doss - 2020–2021 Radhika Balakrishnan - 2021–2022 Abena Oduro - 2022–2023 Ipek Ilkkaracan - 2023–2024 Lee Badgett |

## Revistas
- Feminist Economics.